# Гипотеза (право)
Гипотеза (др.-греч. ὑπόθεσις — предположение; от ὑπό — снизу, под  и θέσις — тезис) — элемент правовой нормы, который указывает на условия, при которых данная правовая норма подлежит применению.  Таким образом, является элементом, связывающим норму права и регулируемое им общественное отношение .
Другие элементы правовой нормы — диспозиция и санкция.

## Классификация гипотез
- В зависимости от количества условий гипотезы делятся на простые и сложные[2]. В зависимости от логической связи условий (дизъюнкция и конъюнкция соответственно) сложные гипотезы, в свою очередь, подразделяются на альтернативные (связывают осуществление нормы с наступлением хотя бы одного из возможных условий) и кумулятивные (связывают осуществление нормы с совместным наличием нескольких условий);
- По степени обобщенности подразделяются на абстрактные и казуистические (казуальные);
- По зависимости осуществления нормы от условий — на положительные (осуществление нормы связывается с наличием указанного условия или группы условий) и отрицательные (осуществление нормы связывается с отсутствием указанного условия или указанной группы условий);
- По степени определенности — на определённые (исчерпывающим образом определяет условия, при наличии которых осуществляется правовая норма)  и относительно-определенные (ограничивает условия осуществления нормы некоторым количеством  формальных признаков) [3].

## Роль гипотез в различных видах правовых норм
Гипотеза — наиболее универсальный элемент нормы права. Гипотеза присутствует, как правило, в явном виде, в регулятивных и охранительных нормах. Взгляд на значение и наличие гипотез в специализированных правовых нормах (декларативных, дефинитивных, оперативных, коллизионных и т.д.) различен, одни учёные выделяют гипотезы в некоторых их видах, другие полагают, что гипотеза имеет место только в нормах, непосредственно регулирующих или охраняющих общественные отношения — т.е. в регулятивных и охранительных.